# Isanti
Isanti is een plaats (city) in de Amerikaanse staat Minnesota, en valt bestuurlijk gezien onder Isanti County.

## Demografie
Bij de volkstelling in 2000 werd het aantal inwoners vastgesteld op 2324.
In 2006 is het aantal inwoners door het United States Census Bureau geschat op 5774, een stijging van 3450 (148,5%).

## Geografie
Volgens het United States Census Bureau beslaat de plaats een oppervlakte van
5,5 km², geheel bestaande uit land. Isanti ligt op ongeveer 284 m boven zeeniveau.

## Plaatsen in de nabije omgeving
De onderstaande figuur toont nabijgelegen plaatsen in een straal van 20 km rond Isanti.